# Eleição para governador de Arkansas em 2010
A eleição para governador do estado americano do Arkansas em 2010 será realizada em uma terça-feira, 2 de novembro de 2010 para eleger o governador do Arkansas, que terá um mandato de quatro anos começando em janeiro de 2011.
Os candidatos foram Mike Beebe do partido democrata, Jim Keet do partido republicano e Jim Lendall do partido verde.
Com 100% das urnas apuradas Mike Beebe foi reeleito com 64,5% dos votos,contra 33,6% de seu principal concorrente.

## Candidatos

### Partido Democrata
- Mike Beebe, incumbent Governor

### Partido Republicano
- Jim Keet, senador estadual do Condado de Pulaski[2]
- Billy Roper, é membro do Tea Party

### Partido Verde
- Jim Lendall, ex-deputado estadual[3]

## Pesquisas
| Fonte             | Data                      | Mike Beebe (D) | Jim Keet (R) |
| ----------------- | ------------------------- | -------------- | ------------ |
| Rasmussen Reports | 28 de outubro de 2010     | 60%            | 38%          |
| CNN/Time Magazine | 15-19 de outubro de 2010  | 62%            | 35%          |
| Rasmussen Reports | 30 de setembro de 2010    | 51%            | 41%          |
| Mason-Dixon       | 12-14 de setembro de 2010 | 54%            | 33%          |
| Rasmussen Reports | 18 de agosto de 2010      | 53%            | 33%          |
| Rasmussen Reports | 20 de julho de 2010       | 50%            | 40%          |
| Ipsos/Reuters     | 16-18 de julho de 2010    | 57%            | 35%          |
| Talk Business     | 17 de julho de 2010       | 50%            | 41%          |
| Rasmussen Reports | 15 de juhno de 2010       | 57%            | 33%          |
| Rasmussen Reports | 19 de maio de 2010        | 53%            | 38%          |

## Resultados
| Eleição Geral | Eleição Geral | Eleição Geral | Eleição Geral | Eleição Geral | Eleição Geral | Eleição Geral |
| Partido       | Partido       | Candidato     | Votos         | %             |               |               |
| ------------- | ------------- | ------------- | ------------- | ------------- | ------------- | ------------- |
|               | Democrata     | Mike Beebe    | 503.336       | 64,42%        |               |               |
|               | Republicano   | Jim Keet      | 262.783       | 33,63%        |               |               |
|               | Verde         | Jim Lendall   | 14.513        | 1,85%         |               |               |
|               |               | Total         | Total         | 781.332       | 781.332       |               |